# Prawo i Więź
Prawo i Więź Law & Social Bonds – polski dwumiesięcznik prawniczy założony w 2012 i wydawany przez Spółdzielczy Instytut Naukowy G. Bierecki Sp. J. z siedzibą w Sopocie. Czasopismo znajduje się w wykazie czasopism punktowanych przez Ministerstwo Nauki i Szkolnictwa Wyższego. Wydawnictwo nosi angielskojęzyczny podtytuł Law and Social Bonds.

## Powstanie czasopisma i jego profil merytoryczny
Czasopismo powstało w 2012 jako kwartalnik. Od 2024 r. jest dwumiesięcznikiem. Wydawcą jest Spółdzielczy Instytut Naukowy G. Bierecki Sp. J. związany z systemem SKOK. Redakcja ma siedzibę w Sopocie.
Zgodnie z jego autoprezentacją „W Prawie i Więzi publikowane są teksty ze wszystkich dziedzin prawa prawa materialnego i procesowego oraz z teorii, filozofii i socjologii prawa. Czasopismo przyjmuje do publikacji teksty w języku polskim i angielskim, przygotowane w formule artykułów, glos lub recenzji monografii naukowych.” W 2015 periodyk został wpisany do wykazu czasopism punktowanych Ministerstwa Nauki i Szkolnictwa Wyższego. Autor tekstu zamieszczonego na jego łamach otrzymuje za publikację 100 punktów.
Czasopismo indeksowane jest w międzynarodowych bazach SCOPUS i European Reference Index for the Humanities and Social Sciences (ERIH PLUS) oraz The Central European Journal of Social Sciences and Humanities (CEJSH).
Do grudnia 2023 r., w ciągu jedenastu lat wydawania czasopisma, ukazało się 47 jego zeszytów.

## Redakcja[9]
- Redaktor naczelny: Dominik Bierecki
- Zastępca redaktora naczelnego: Adam Czarnota
- Zastępca redaktora naczelnego: Agata Czarnecka
- Redaktor prowadzący: Janusz Ossowski
- Redaktor językowy: Michał J. Czarnecki
- Skład: Andrzej Kozakowski

## Rada Naukowa
W skład Rady Naukowej czasopisma weszli: Zbigniew Cieślak, Henryk Cioch, Antoni Dębiński, Andrzej Dzięga, Jolanta Jabłońska-Bonca, Tadeusz Jasudowicz, Jarosław Majewski, Marek Michalski, Cezary Mik, Krzysztof Pietrzykowski, Justyn Piskorski, Jadwiga Potrzeszcz, Zbigniew Rau, Marcin Romanowski, Krzysztof Warchałowski, Przemysław Dąbrowski, Jarosław Dobkowski, Marcin Glicz, Dariusz Szpoper, Artur Kotowski.